# 疏叶崖豆
疏叶崖豆（学名：Millettia pulchra var. laxior）为豆科崖豆藤属下的一个变种。

## 扩展阅读
- 維基物種上的相關：疏叶崖豆